# الجرواح (صعفان)

تعديل مصدري - تعديل

الجرواح هي إحدى قرى عزلة الجرواح بمديرية صعفان التابعة لمحافظة صنعاء، بلغ تعداد سكانها 931 نسمة حسب تعداد اليمن لعام 2004.